# 202 av. J.-C.
Cette page concerne l'année 202 av. J.-C. du calendrier julien proleptique.

## Événements
- 4 février (15 mars du calendrier romain) : début à Rome du consulat de Tiberius Claudius Nero et Marcus Servilius Pulex Geminus ; dictature de Caius Servilius Geminus pour tenir les comices consulaires[1].
- 22 février[2] : la dynastie Han commence en Chine avec le règne de Liu Bang (Gaozu) ; elle met fin à la dynastie Qin et dure jusqu’en 220.
  - Liu Bang (256/195 av. J.-C.) établit sa capitale à Chang'an (Xi'an dans le Shaanxi)[3]. Il distribue à ses partisans de grands domaines fonciers et nomme ses fils et cousins rois des parties éloignées de l’empire.
  - L’administration des provinces est assurée par une structure très hiérarchisée composée de fonctionnaires recrutés par examens. Cette organisation permet des opérations de grande envergure pour les besoins de la défense ou de l’économie. Ainsi deux millions d’habitants de régions surpeuplées en proie à la famine seront déportés vers les contrées du nord pour les mettre en valeur et renforcer les défenses de l’empire.
  - Le pouvoir, tyrannique, s’appuie sur une armée forte et de solides finances obtenues par des impôts élevés et les monopoles du sel et de la fonte. La société est composée d’une noblesse enrichie par l’industrie naissante qui entretient esclaves et harems et de paysans pauvres, métayers ou libres. Le confucianisme formaliste des hauts fonctionnaires est un athéisme de fait, les humbles pratiquent le taoïsme, plus tard le bouddhisme.
- Printemps : 
  - Au début du printemps, en Afrique, un incident mineur rompt la trêve entre Rome et Carthage : coupée de son arrière-pays, Carthage est affamée. Des navires de ravitaillement romain en perdition sont arraisonnés. Après l’échec d’une ambassade romaine à Carthage, le conflit redémarre[4].
  - Début de la cinquième guerre de Syrie[5]. Le roi séleucide Antiochos III entre en Cœlé-Syrie et assiège Gaza[6] (fin en 195 av. J.-C.).

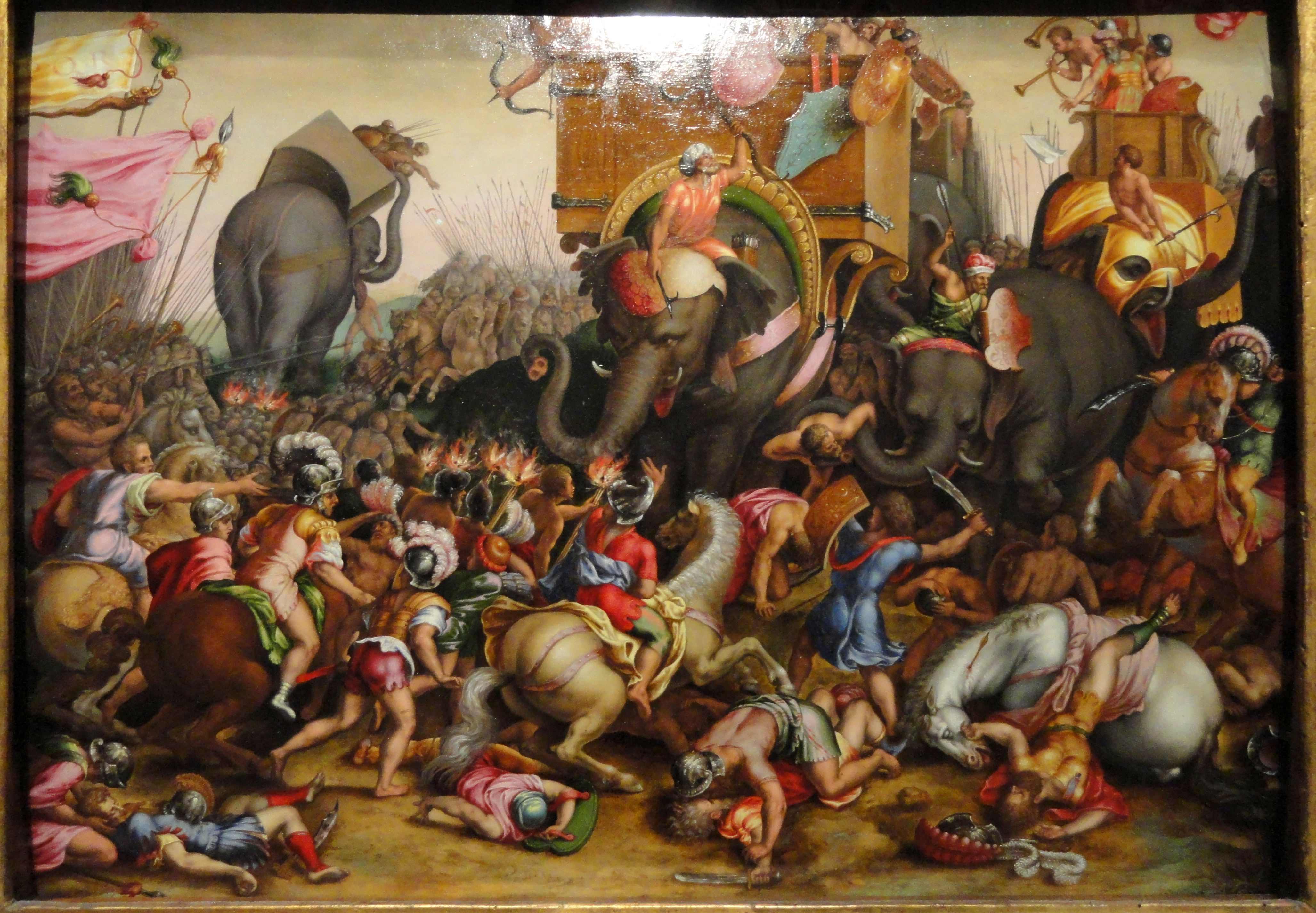
Bataille de Zama, gravure par Cornelis Cort, 1567.

- 12-19 avril du calendrier romain : première édition des Cerealia, jeux romains dédiés à Cérès[1].
- 18 octobre[7] : négociations infructueuses entre Scipion l'Africain et Hannibal[1].
- 19 octobre : 
  - Éclipse solaire observée à Cumes, en Campanie[8],[9].
  - Bataille de Zama (date probable[7]). Scipion l'Africain, aidé par Massinissa, défait Hannibal à Naraggara, près de Zama. Hannibal s’enfuit à Carthage.
- 2 novembre (17 décembre du calendrier romain) : défaite de Vermina, fils de Syphax, battu par des troupes d'élite romaines le premier jour de la fête des Saturnales[1]. Fin de la deuxième guerre punique. Scipion dicte les conditions de la paix : Carthage garde son territoire d’Afrique, doit rendre à Rome tous les prisonniers, lui remettre sa flotte à l’exception de dix vaisseaux, et tous ses éléphants. Elle ne peut pas déclarer la guerre en Afrique, ni hors d’Afrique sans l’assentiment des Romains. Massinissa récupère son royaume. Les Carthaginois doivent verser 10 000 talents d’argent en 50 ans et cent otages en gage de bonne foi.
- Décembre, Chine : défaite définitive de Xiang Yu à la bataille de Gaixia (aujourd'hui Suzhou (Anhui)) sur la rivière Huai. Le général vaincu se tranche la gorge[10].

- Première Guerre crétoise : Métrodore, général de Philippe V de Macédoine, s’empare de Thasos et y place une garnison macédonienne[11]. Philippe V détruit les villes de Cius et de Myrleia, sur la mer de Marmara. Il confie leur territoire à son beau-frère Prusias de Bithynie qui les reconstruit sous le nom de Prusias ad Hypium et Apamea Myrlea[12].

## Naissances
- Han Wendi, empereur chinois de la dynastie Han.

## Décès
- Syphax, roi des Numides occidentaux vaincu par Massinissa, mort en captivité à Rome.